# جورج دين بيت
جورج دين بيت (بالإنجليزية: George Dean Pitt)‏ هو قائد عسكري نيوزيلندي، ولد في 1772، وتوفي في 1851.